# Lech
För andra betydelser, se Lech (olika betydelser).

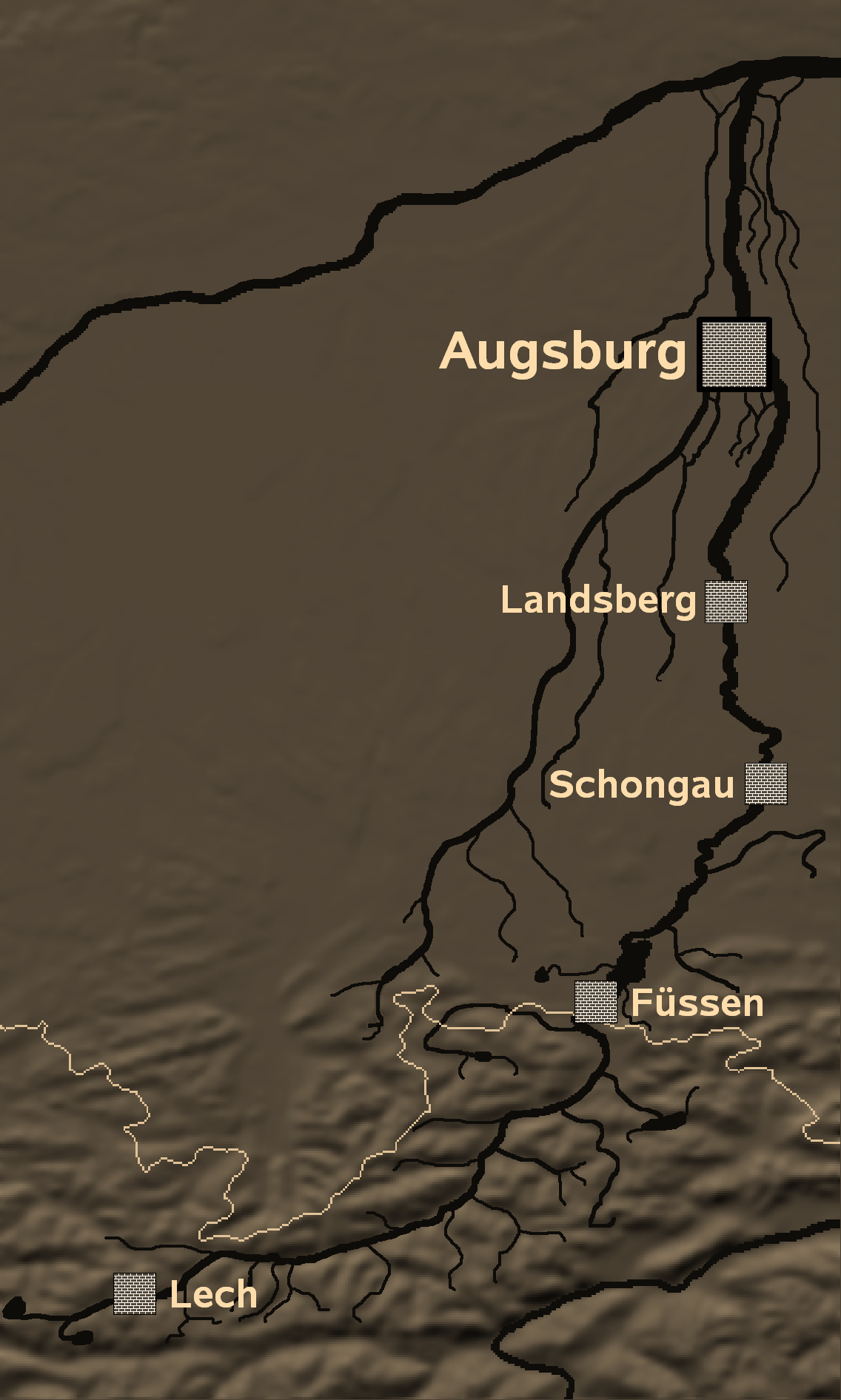
Flod Lech

Lech är en flod i Bayern i södra Tyskland. Den rinner upp i de västra delarna av Österrike i Lechquellengebirge igenom byn Lech am Arlberg. Floden flyter sedan i nordlig riktning förbi Landsberg am Lech och Augsburg tills den rinner ut i Donau vid staden Rain am Lech.
Floden bildar gränsen mellan Lechtaler Alpen och Allgäuer Alpen. Dalgången bildades under istiden av glaciärar. Flodens namn har samma ursprung som det latinska ordet licus som betyder snabb rinnande. Floden har ett cirka 12 meter högt vattenfall (Lechfall) vid gränsen till Bayern. Med hjälp av dammbyggnader skapades 24 magasin. Vid floden finns slotten Hohenschwangau och Neuschwanstein. Bredvid floden inrättades flera naturskyddsområden.

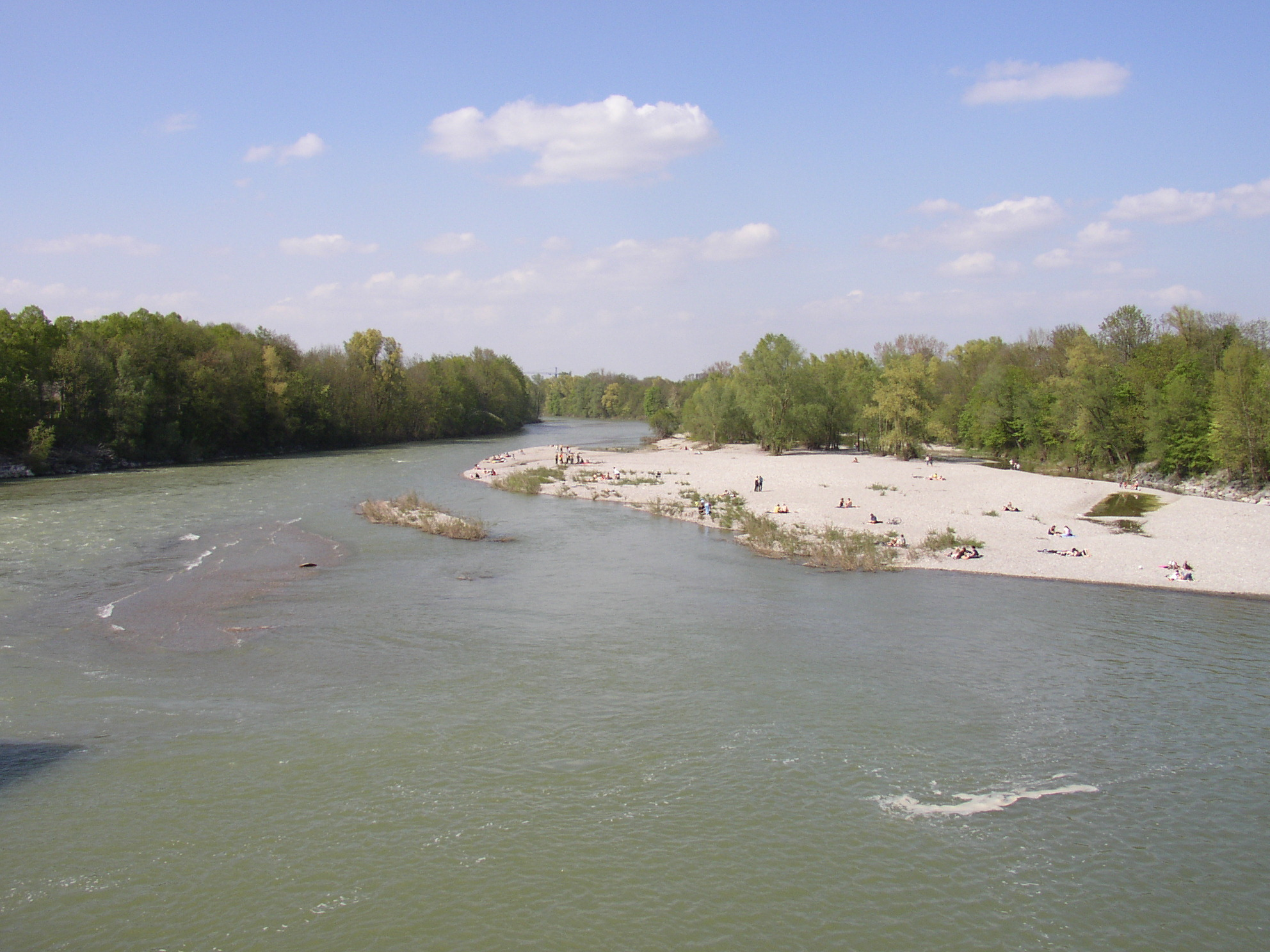
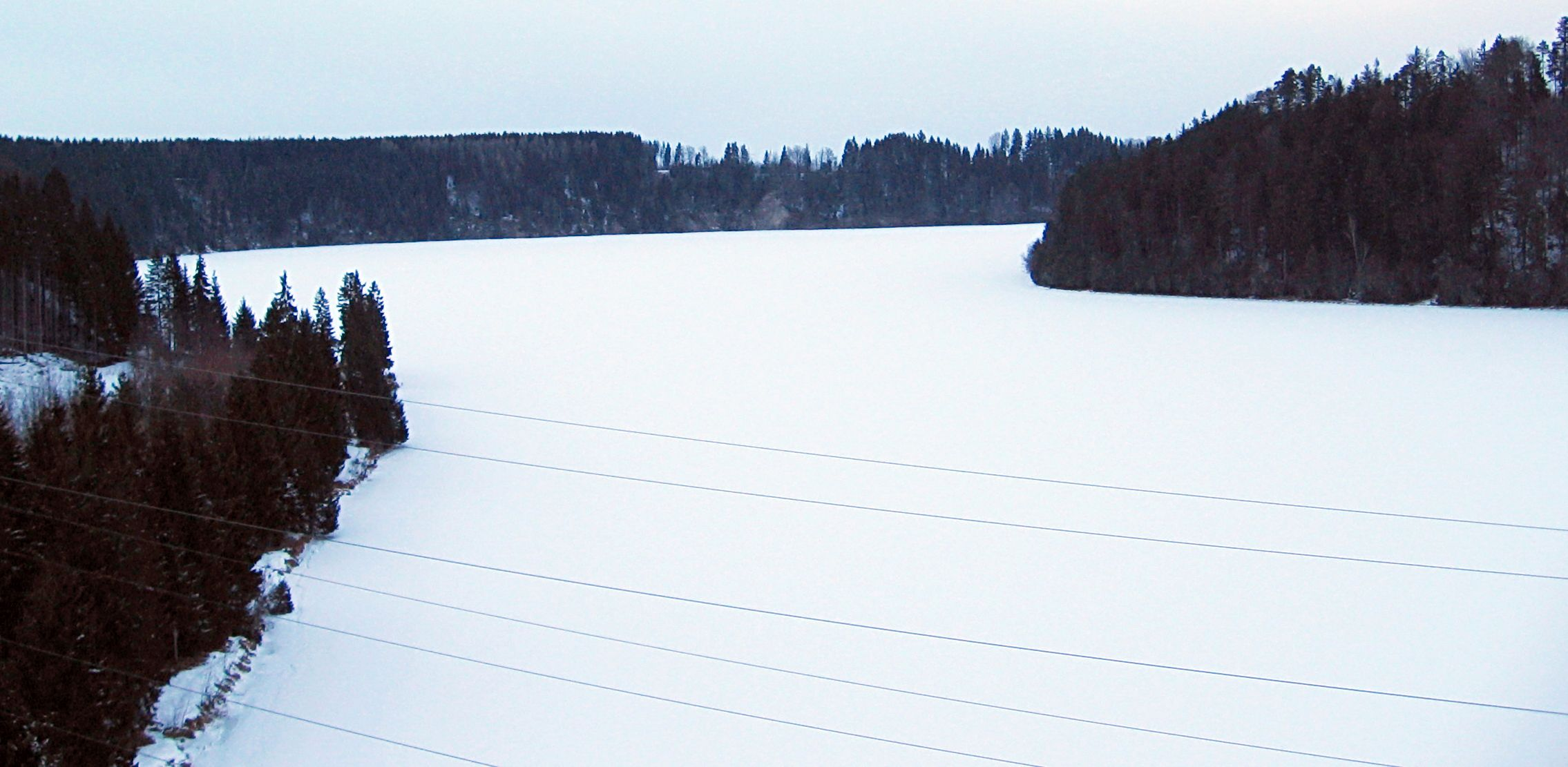
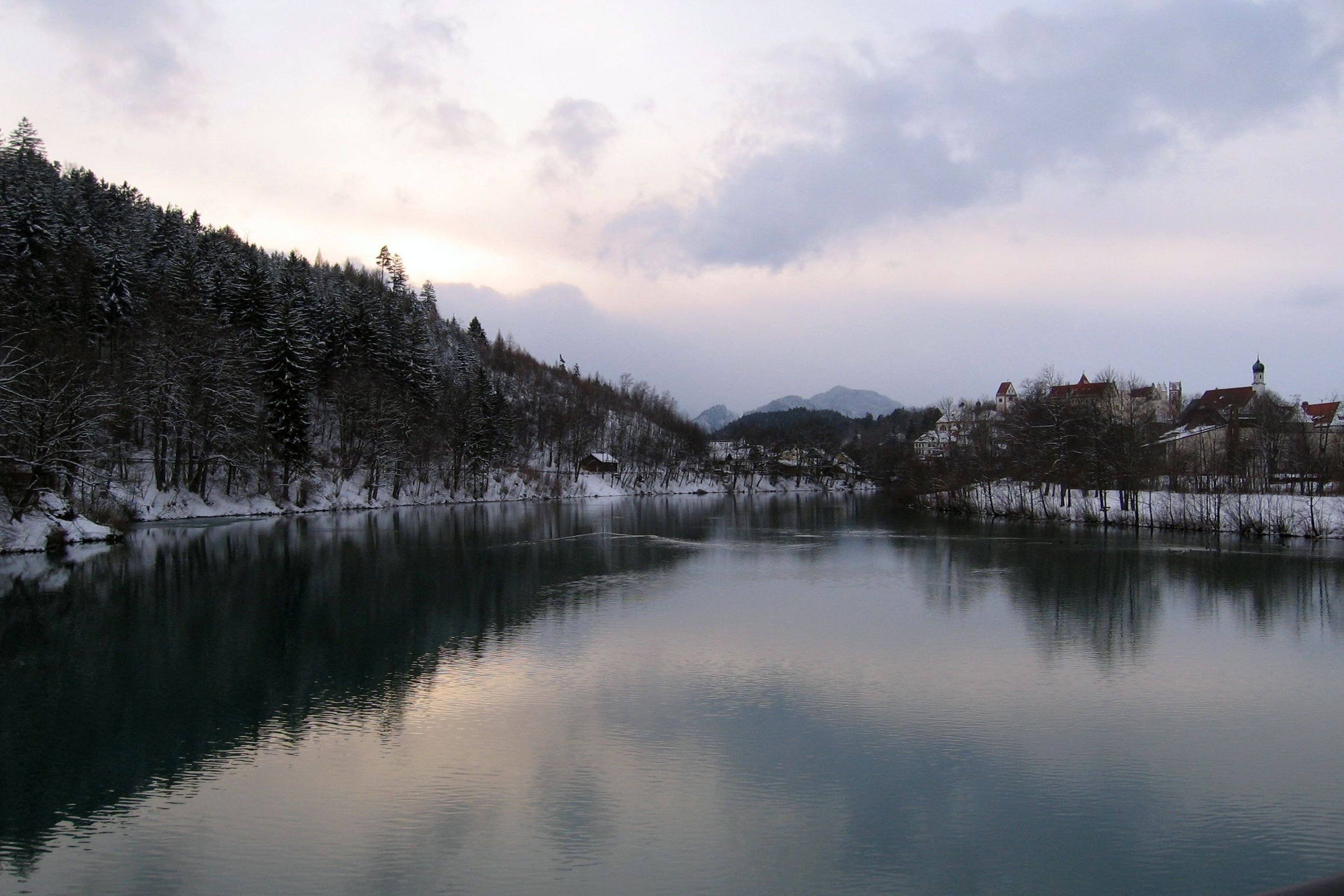
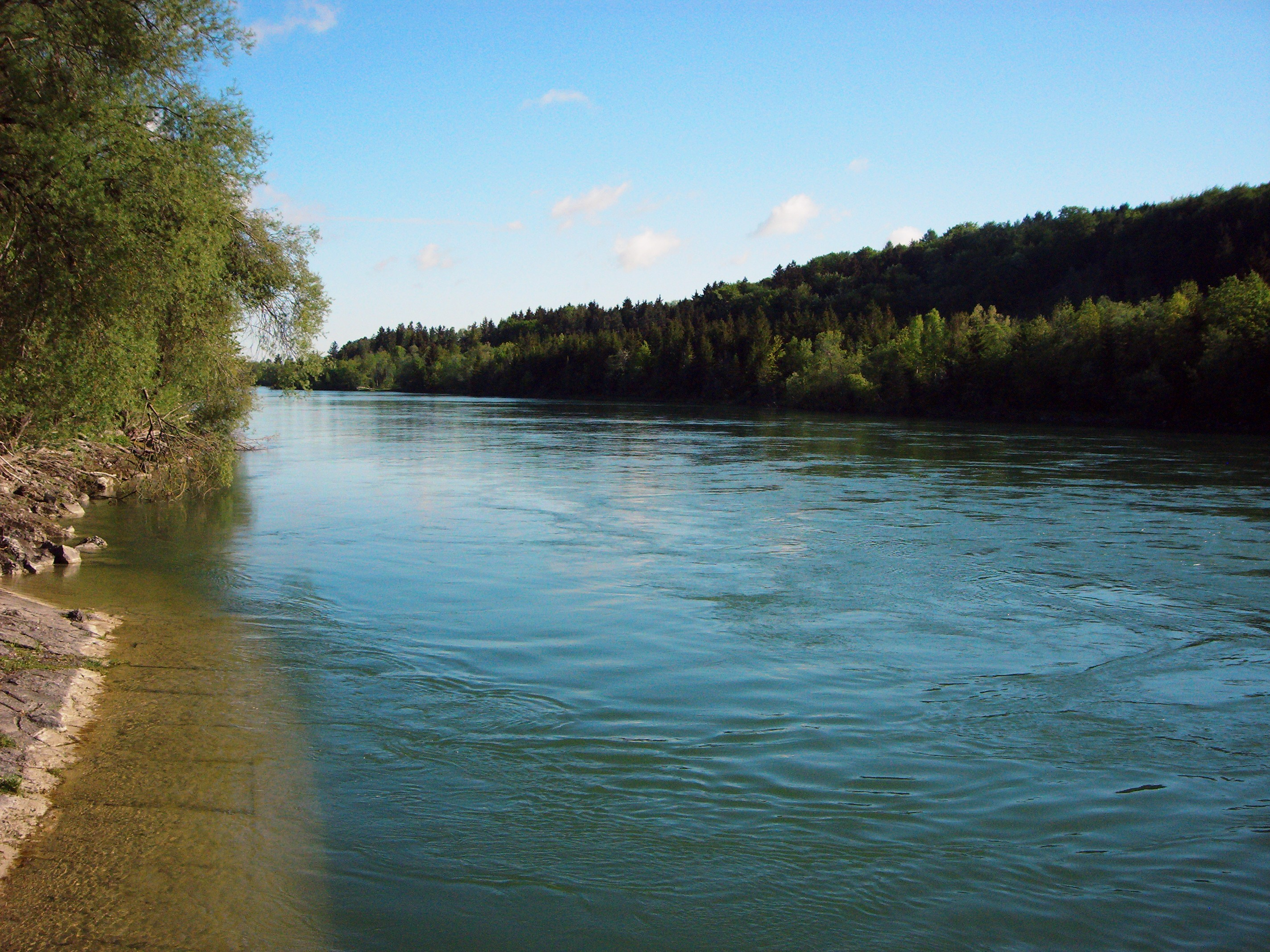

Lech är cirka 264 kilometer lång.